# La Rua
I La Rua sono un gruppo musicale folk pop italiano formatosi nel 2009.

## Storia

### Gli inizi e il primo album
La band si forma ad Ascoli Piceno dal sodalizio artistico tra Daniele Incicco e il produttore Dardust. Nel 2012 partecipa alle selezioni del Festival di Sanremo, classificandosi tra i primi 30 artisti più votati nel contest Sanremo social e, sempre nello stesso anno, viene premiata dall'Associazione Fonografi Italiani. Nel dicembre 2012 si piazza prima nel concorso Area Sanremo dopo aver superato la selezione tra 320 artisti. Nel 2013 i La Rua aprono l'unica data italiana del tour degli Imagine Dragons a Milano..
Nel 2014 per i La Rua è la svolta: entrano in programmazione su MTV Music e guadagnano una nomination nella categoria Best New Generation degli MTV Awards 2014 esibendosi dal vivo a Firenze insieme a Diodato.
Nel 2015, dopo aver pubblicato il primo album dal titolo La Rua, prodotto da Dardust (Dario Faini), si esibiscono sul palco del Concerto del Primo Maggio aggiudicandosi il premio nella sezione 'Miglior gruppo' del contest 1MNEXT.

### Amici 15, l'album Sotto effetto di felicità, opening act e tour live
Partecipano nel 2015 a Tú sí que vales e, nello stesso anno, entrano a far parte della scuola di Amici di Maria De Filippi. Si aggiudicano nel marzo del 2016 l'accesso al serale nella squadra bianca capitanata dai direttori artistici Emma ed Elisa, rimanendo nel programma fino a maggio 2016. Arrivano tra le prime posizioni in classifica, subito dietro a Sergio Sylvestre (vincitore) ed Elodie.
Usciti dalla scuola firmano un contratto con la Universal Music Italia, per la quale pubblicano il secondo album in studio Sotto effetto di felicità. Dopo varie ospitate sulle reti Rai (Telethon, La vita in diretta) ed un tour firmacopie in-store nei maggiori centri commerciali d'Italia, aprono i concerti di Emma Marrone nei principali palazzetti dello sport italiani esordendo al RDS Stadium (Genova) per chiudere all'Unipol Arena di Bologna. Partecipano al Collisioni Festival insieme a Modà, Elton John, Marco Mengoni, Mika, Niccolò Fabi, Negramaro, Bianco, Cosmo, Federico Poggipollini, Africa Unite, Saturnino, Calcutta, Giò sada, Modena City Ramblers  e, nel Dicembre del 2016, partecipano alla trasmissione Sarà Sanremo con il brano Tutta la vita questa vita, brano eliminato da Massimo Ranieri, fatto che suscita polemiche durante la diretta televisiva. Il brano diventa poi la sigla del Dopofestival 2017.
Esce il singolo Il sabato fa così che diviene la sigla di Parliamone... sabato in onda su Rai 1 e condotto da Paola Perego.
Nel 2017 i La Rua annunciano in diretta su RTL 102.5 gli unici due concerti al Quirinetta di Roma (ospiti Elodie e Lele) e alla Salumeria della Musica a Milano, entrambi sold-out. Successivamente vengono invitati nuovamente al Concerto del Primo Maggio, per partire poi con un tour live nelle maggiori piazze italiane.
All'interno del tour fanno tappa in festival come Suoni di marca e Festival Show 2017 e sono ospiti all'interno del concerto di Nek al Teatro delle Muse di Ancona e di Dardust al Teatro Ventidio Basso di Ascoli Piceno. Nello stesso anno la band viene selezionata personalmente da Cristina D'Avena, per duettare in una delle canzoni contenute all'interno di Duets - Tutti Cantano Cristina, il brano scelto è È quasi magia, Johnny!.

### Wind Music Awards, Sanremo Giovani e il Tour Mondiale
Il 23 marzo 2018 viene pubblicato il singolo Sull'orlo di una crisi d'amore (più di 2 milioni di streaming su Spotify), cantato in duetto con Federica Carta e il 6 luglio 2018 viene pubblicato l'EP Nessuno segna da solo, anticipato dal singolo I 90.
Partecipano con Federica Carta ai Wind Music Awards 2018 all'Arena di Verona e Il 27 novembre dello stesso anno viene ufficializzata da Claudio Baglioni la partecipazione della band a Sanremo Giovani 2018 con il brano Alla mia età si vola, che si classifica al 2º posto con il record di televoto pari al 35%, dietro a Mahmood. Grazie a questo risultato, la band partecipa nel Marzo del 2019 ad un tour mondiale organizzato dalla Rai e dal Ministero degli Affari Esteri e della Cooperazione Internazionale, suonando in 5 continenti e 8 città nei teatri simbolo di Tunisi, Tokyo, Sydney, Buenos Aires, Toronto, Barcellona, Bruxelles e San Pietroburgo.
Di rientro dal tour, i La Rua tornano per la terza volta sul palco del Concerto del Primo Maggio a Roma e si esibiscono in un concerto di fine tour nella Piazza del Popolo di Ascoli Piceno.

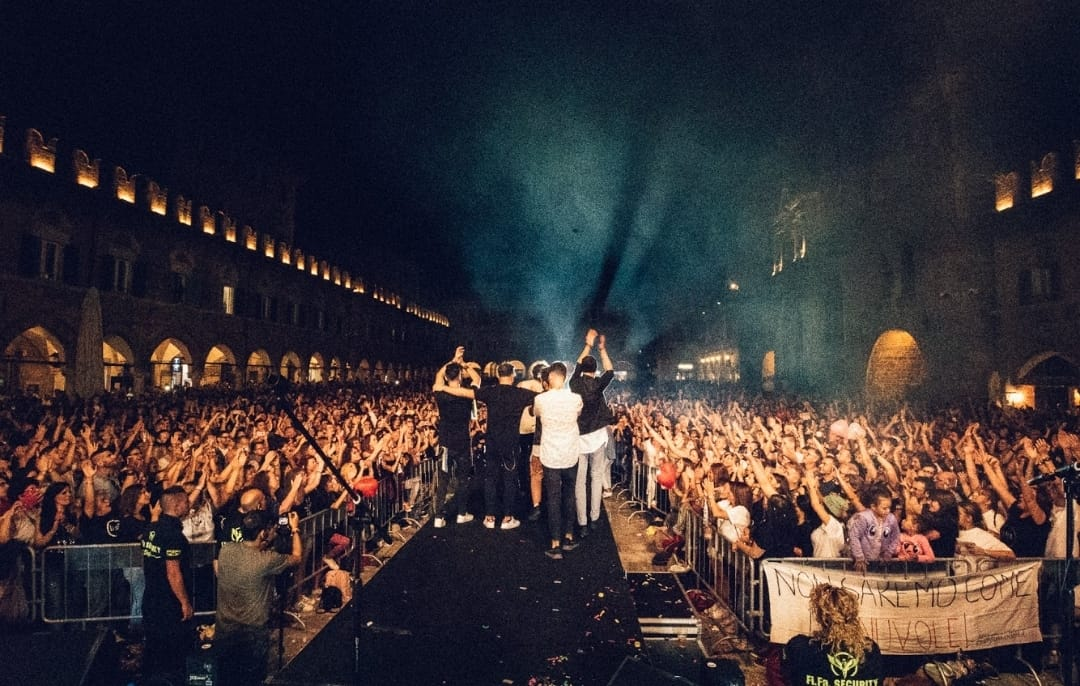

Nel 2019, dopo aver aperto i concerti del tour di Alessandra Amoroso nei palazzetti dello sport, partecipano ad una data del Rai Radio 2 Tour a Cervia e al Giffoni Film Festival con Elodie.

### La collaborazione con Elisa Toffoli e i nuovi singoli
Dal 2020 si apre una importante collaborazione con Elisa Toffoli che supervisiona la produzione dei singoli Sotto un treno, Cinghiali e Periodo di merda, scritti da Daniele Incicco e prodotti da Nacor Fischetti e Charlie Mariani.
Nel 2021 la band è supporter del "Back To The Future Live Tour 2022" di Elisa Toffoli esordendo all'Arena di Verona e successivamente ai TIM Summer Hits.
Nel Febbraio 2024 vengono selezionati dal festival Una voce per San Marino 2024 tra gli 8 Big che si contendono un posto all'Eurovision Song Contest 2024 e si classificano al 3º posto dietro a Loredana Bertè e ai Megara (vincitori) con il brano "Governo del Cuore" prodotto da Dardust, ricevendo il premio come miglior brano radiofonico.

## Formazione base
- Daniele Incicco – voce, timpano
- Alessandro "Charlie" Mariani – banjo, chitarra, cori
- Nacor Fischetti – batteria, effetti

## Formazione dal vivo
- Daniele Incicco – voce, timpano
- Alessandro "Charlie" Mariani – banjo, chitarra, cori
- Nacor Fischetti – batteria, effetti
- William D'Angelo – chitarra, cori
- Davide Fioravanti – pianoforte, synth, glockenspiel, fisarmonica, cori
- Matteo Grandoni – basso, contrabbasso

## Discografia

### Album in studio
- 2015 – La Rua
- 2016 – Sotto effetto di felicità
- 2019 – Nessuno segna da solo

### EP
- 2018 – Nessuno segna da solo

### Singoli
- 2015 – Non sono positivo alla normalità
- 2015 – Non ho la tristezza
- 2015 – Magneti vicini
- 2016 – Polline
- 2016 – Il sabato fa così
- 2016 – I miei rimedi
- 2016 – Tutta la vita questa vita
- 2018 – Sull'orlo di una crisi d'amore (con Federica Carta)
- 2018 – I 90
- 2018 – Alla mia età si vola
- 2019 – Alta velocità
- 2022 – Sotto un treno
- 2023 – Cinghiali
- 2023 – Periodo di m*rda
- 2024 – Governo del cuore

### Collaborazioni
- 2017 – È quasi magia, Johnny! (con Cristina D'Avena, in Duets - Tutti cantano Cristina)

## Riconoscimenti
- 2015 – Premio "Miglior gruppo" Concerto del Primo Maggio (contest 1MNEXT)[10]
- 2017 – Premio Eccellenza del territorio “Alex Baroni” (Festival dell'Adriatico)
- 2019 – Premio Assomusica Miglior esibizione live Sanremo Giovani[11]